# Hillmorton
Hillmorton är en ort i unparished area Rugby, i distriktet Rugby, i grevskapet Warwickshire i England. Hillmorton var en civil parish fram till 1932 när blev den en del av Rugby och Clifton upon Dunsmore. Civil parish hade 3 786 invånare år 1931. Byn nämndes i Domedagsboken (Domesday Book) år 1086, och kallades då Mortone.